# Paul-Yves Pezron
Paul-Yves Pezron est un religieux, un théologien, un chronologiste et un linguiste français, né le 20 janvier 1640 ou 1639  à Hennebont et mort le 10 avril 1706

## Biographie
Né à Hennebont, il entre comme moine cistercien et prononce ses vœux en 1662 à l'abbaye de Prières, dans la paroisse de Billiers (Morbihan).
Il fait des études de philosophie chez les Jésuites de Rennes, de théologie au collège des Bernardins de Paris et obtient le doctorat à la Faculté de la Sorbonne, à Paris. Revenu à l'abbaye de Prières, il fut alors le secrétaire de l'abbé Jean Jouaud de Prières. Il  revint à Paris, enseignant au collège des Bernardins avant d'en être le prieur en 1686. En 1690 il devient visiteur des maisons réformées de l'Île-de-France, de la Picardie et de la Champagne.
En 1697, il est élu abbé de la Charmoye, à Montmort-Lucy et c'est sous ce titre qu'il est mentionné, en août 1699, dans une lettre de Gottfried Wilhelm Leibniz à l'abbé Claude Nicaise qui entretenait une correspondance avec lui.
Il meurt le 10 avril 1706 dans la maison de campagne de monsieur de Fourcy et fit inhumé dans le tombeau des seigneurs de Chessy.

## Œuvres
Avant l'étude historique et linguistique qui lui a donné une place dans l'histoire des idées, il était connu pour être  chronologiste (spécialiste de l'établissement de chronologies d'après les Écritures saintes et l'histoire de l'Antiquité).
Il critique vertement dans l'Antiquité du temps rétablie... (1687), le travail d'un autre moine bénédictin, Michel Le Quien.
En février 1699, il écrit une lettre à l'abbé Claude Nicaise parue dans le numéro de juin suivant de la Nouvelles de la république des lettres, dans laquelle, ainsi que le rapporte Leibniz, il fait remarquer qu'au vu de l'ancienneté des annales chinoises et d'autres indices, il faudrait reculer la Création du monde et, donc l'origine du temps, à - 6000 ans et non - 4000 comme calculé à partir de la Bible.
En 1703, il fait publier un ouvrage   (Antiquité de la nation et de la langue des Celtes) pour établir l'antiquité supérieure des Gaulois en recherchant de quel personnage de la Bible ils sont issus.
Sa conclusion, appuyée sur le géographe Ptolémée et surtout sur Flavius Josèphe est qu'ils sont tous les fils de Gomer, fils de Japhet et petit-fils de Noé, et qu'ils sont proches des descendants des Scythes que sont les Germains et les Slaves par Magog, frère cadet de Gomer. Après lui, les Celtes, expression qui convient mieux aux savants britanniques, auront comme deuxième appellation, celle de Gomérites, ainsi qu'on le voit chez Théophile-Malo de La Tour d'Auvergne-Corret, Jacques Le Brigant et Chateaubriand, par exemple.
Il en déduit la supériorité éminente des Gaulois, qu'il est le premier à définir comme un ensemble allant de la Bretagne à la Galatie (dans l'actuelle Turquie) en passant par la Gaule et l'Europe centrale et il est le premier à employer le terme de langue celtique.
En établissant des comparaisons linguistiques, il consolide l'idée de l'origine commune des Bretons et des Gallois en montrant qu'ils ont hérité d'une langue celtique, qu'il identifie comme étant le gaulois.
Ses hypothèses sur le gaulois antique  et sur l'établissement de généalogies de peuples antiques n'ont pas survécu au développement de la recherche, mais il a introduit l'idée, aventurée, que l'on pouvait faire l'histoire de l'Antiquité en invoquant des faits linguistiques contemporains.
Une traduction anglaise faite par David Jones est parue à Londres en 1706. Le grand spécialiste gallois des langues celtiques, Edward Lhuyd tentera, lors de son voyage d'études de 1701 en Bretagne, de le contacter par courrier. Il rapportera le livre de Pezron à Oxford,et le traduira, le manuscrit ayant été retrouvé.

L'Archælogia Britannica de Lhuyd ne paraît qu'en 1707, mais, dès 1701, il savait que Pezron était un spécialiste de la langue bretonne et, sans retenir ses thèses historiques, il peut, à la suite de George Buchanan, parler des Celtes, que Pezron n'appelle pas ainsi, et montrer que leurs langues sont divisées en deux rameaux, le rameau goïdélique (ou gaélique) des Irlandais et des Écossais et le rameau britonnique des Gallois, des Bretons des Cornouaillais insulaires et des anciens Gaulois.
Tous deux, et par des méthodes de travail différentes, ils introduisent la figure des Celtes modernes à partir d'un critère linguistique et sont les précurseurs inconscients du celtisme ou panceltisme.
- L'antiquité des temps rétablie contre les Juifs et les nouveaux chronologistes, , Paris, Jean Boudot, 1687.
- Défense de l'antiquité des temps, où l'on soutient la tradition des Pères et des Églises, contre celle du Talmud, et où l'on fait voir la corruption de l'hébreu des Juifs, Paris, Jean Boudot, 1691.
- Essai d'un commentaire littéral et historique sur les Prophètes, Paris, Jean Boudot, 1693.
- Histoire évangélique confirmée par la judaïque et la romaine, Paris, Jean Boudot, 1696.
- Antiquité de la Nation et de la langue celtes autrement appelez Gaulois, Paris, Jean Boudot, 1703.
- The Antiquities of Nations; more particularly of the Celtae or Gauls, By Monsieur Pezron, traduction de David Jones. Londres, Ballard ; Burrough, 1706.
- L'antiquité des temps rétablie contre les Juifs et les nouveaux chronologistes (2e éd.), Paris, Gabriel Martin, 1704.

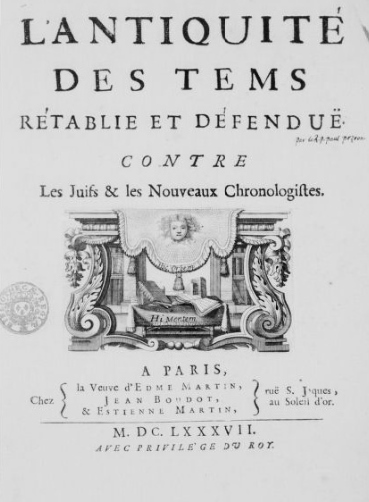
Paul-Yves Pezron : L'Antiquité des Tems rétablie et défenduë contre les juifs & les nouveaux chronologistes, 1687, page de couverture.
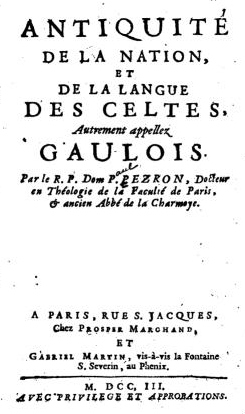
Paul-Yves Pezron : Antiquité de la Nation et de la langue des Celtes autrement appelez Gaulois, 1703, page de couverture.